# Aldorfer Bach
Der Aldorfer Bach ist ein Fließgewässer im Landkreis Diepholz in Niedersachsen.
Der rechte Nebenfluss der Hunte hat seine Quelle südlich von Bockstedt, einem Ortsteil der Gemeinde Drentwede. Von dort fließt er in südlicher Richtung und dann in westlicher Richtung durch Aldorf, einen Ortsteil des Fleckens Barnstorf. Der Bach mündet südwestlich von Aldorf in die Hunte.